# Storia della Dacia
La storia della Dacia raccoglie gli eventi che hanno caratterizzato le vicende della regione storica corrispondente grossomodo all'attuale territorio della Romania e della Moldavia e abitata dai popoli dei Geti e dei Daci, con capitale Sarmizegetusa Regia.
Dopo essersi scontrati prima con i Macedoni (IV secolo a.C.) e poi con i Traci (III secolo a.C.), nel I secolo a.C. i Daci riuscirono a dar vita, sotto re Burebista, ad uno stabile regno autonomo. Alla morte del grande sovrano, tuttavia, il suo regno si dissolse; ne seguì una situazione di fluidità, con numerosi scontri con l'Impero romano, che nel frattempo era giunto ai confini meridionali della Dacia. Nel 101 d.C., l'imperatore Traiano avviò la campagna di conquista dell'area, conclusa nel 106 con la morte di re Decebalo e l'istituzione di una nuova provincia (vedi Dacia (provincia romana)). Il dominio romano ebbe però già termine nel III secolo, quando il limes fu riportato al Danubio. Invasa in seguito da Goti, Slavi e altre popolazioni nomadi, con il passaggio dall'Antichità al Medioevo la Dacia cessò di essere intesa come una regione unitaria e il suo territorio fu spezzettato tra Transilvania, Valacchia, Moldavia e Bessarabia.

## Prime entità politiche della regione (dal VI al II secolo a.C.)
È ad Erodoto che si devono le prime indicazioni sulla popolazione autoctona della Dacia. Egli ha infatti descritto la popolazione dei Geti della Dobrugia, i quali nel 514 a.C. si scontrarono contro le armate di Dario I di Persia.
(Erodoto, Storie, IV, 93.)
Nel 334 a.C., i Geti furono attaccati e sonoramente battuti dalle armate macedoni di Alessandro Magno, poiché si erano alleati con i vicini Triballi, che negli anni precedenti avevano compiuto diverse incursioni contro la Macedonia di Filippo, padre del grande condottiero macedone. Alessandro passò il monte Hemo, li inseguì e costrinse i Triballi a battaglia presso la foce del fiume Lyginus nei pressi del Danubio. Una volta battuti, il loro re, Sirmo, trovò rifugio nell'isola lungo il Danubio, di Peuce (oggi Peuke). Il condottiero macedone, deciso a dare a queste genti una dimostrazione di forza, traghettò il fiume Danubio, passò con le sue armate in Oltenia e, scontratosi contro un esercito di 10.000 fanti e 4.000 cavalieri Geti, riuscì a batterle ed a sottomettere queste genti abitanti l'antica Dacia.
Nel 326 a.C. le sorti si invertirono, e questa volta i Geti riuscirono a battere le armate macedoni, comandate dal generale di nome Zopirione, nella steppa getica a sud della Bessarabia. Il generale macedone, mentre rientrava dal fallito assedio alla città Olbia sul Mar Nero, trovò la morte insieme ad un esercito di ben 30.000 armati. I Geti erano riusciti così, otto anni più tardi, a vendicarsi della precedente sconfitta.
Attorno al 300 a.C., il nuovo re dei Traci, Lisimaco (306-281 a.C.), decise di invadere ed annettere i territori geti della Valacchia a nord del Danubio. Affidò le proprie armate al figlio Agatocle, che però fu battuto e fatto prigioniero dal re geta Dromichete, che alla fine si convinse a lasciar libero il figlio del re trace, nella speranza di poter migliorare le relazioni tra i due popoli. Lisimaco, malgrado il gesto distensivo del re geta decise, al contrario, di invadere nuovamente il paese nemico, andando incontro ad un nuovo insuccesso. Il re trace, infatti, fu nuovamente sconfitto e fatto prigioniero e solo grazie all'indulgenza del re dei Geti, fu lasciato in vita e messo in libertà. I Geti, però questa volta riuscirono ad ottenere condizioni vantaggiose nel nuovo trattato di pace stipulato, ottenendo un solido legame tra i due popoli, grazie anche al matrimonio tra Dromichaite e la figlia di Lisimaco.
Nel corso del III-II secolo a.C., le notizie si fanno più scarse. Sappiamo di alcuni conflitti tra i re dei Geti e la colonia greca di Histria sul Mar Nero (a sud della foce del fiume Danubio), dove quest'ultima ne pagò duramente le conseguenze dello scontro, tanto da essere costretta a pagare un regolare tributo ai re dei Geti (episodi del 250 a.C. e del 180 a.C.). Ed ancora nel 168 a.C., Perseo di Macedonia, tentò di assoldare ben 10.000 fanti ed altrettanti cavalieri tra i Geti. Ma il costo esagerato richiesto dai mercenari transdanubiani, di complessivi 150.000 pezzi d'oro, privarono l'esercito del re macedone di una forza alleata notevole e fondamentale ai fini dell'imminente scontro con i Romani presso Pidna.
Le fonti letterarie cominciano a menzionare i Daci, come popolazione abitante, a partire dal principio del II secolo a.C., l'interno dell'arco montuoso dei Carpazi. Un certo Pompeo Trogo narra, infatti, del conflitto che portò l'allora re dace, Oroles, a battere e respingere un'incursione di germani Bastarni, che avevano tentato di penetrare da oriente, nelle fertili pianure del medio corso del fiume Mureș. Un nuovo conflitto con i Bastarni si verificò nel 112-109 a.C., ma anche questa volta furono respinti, non riuscendo ad indebolire la potenza dei Daci, che al contrario aumentò, tanto da scorgere proprio in questo periodo lo spostamento del centro di potere dei daco-geti dalla pianura della Valacchia al cuore della Transilvania.

## Il regno di Dacia nel I secolo a.C.: Burebista ed i Romani

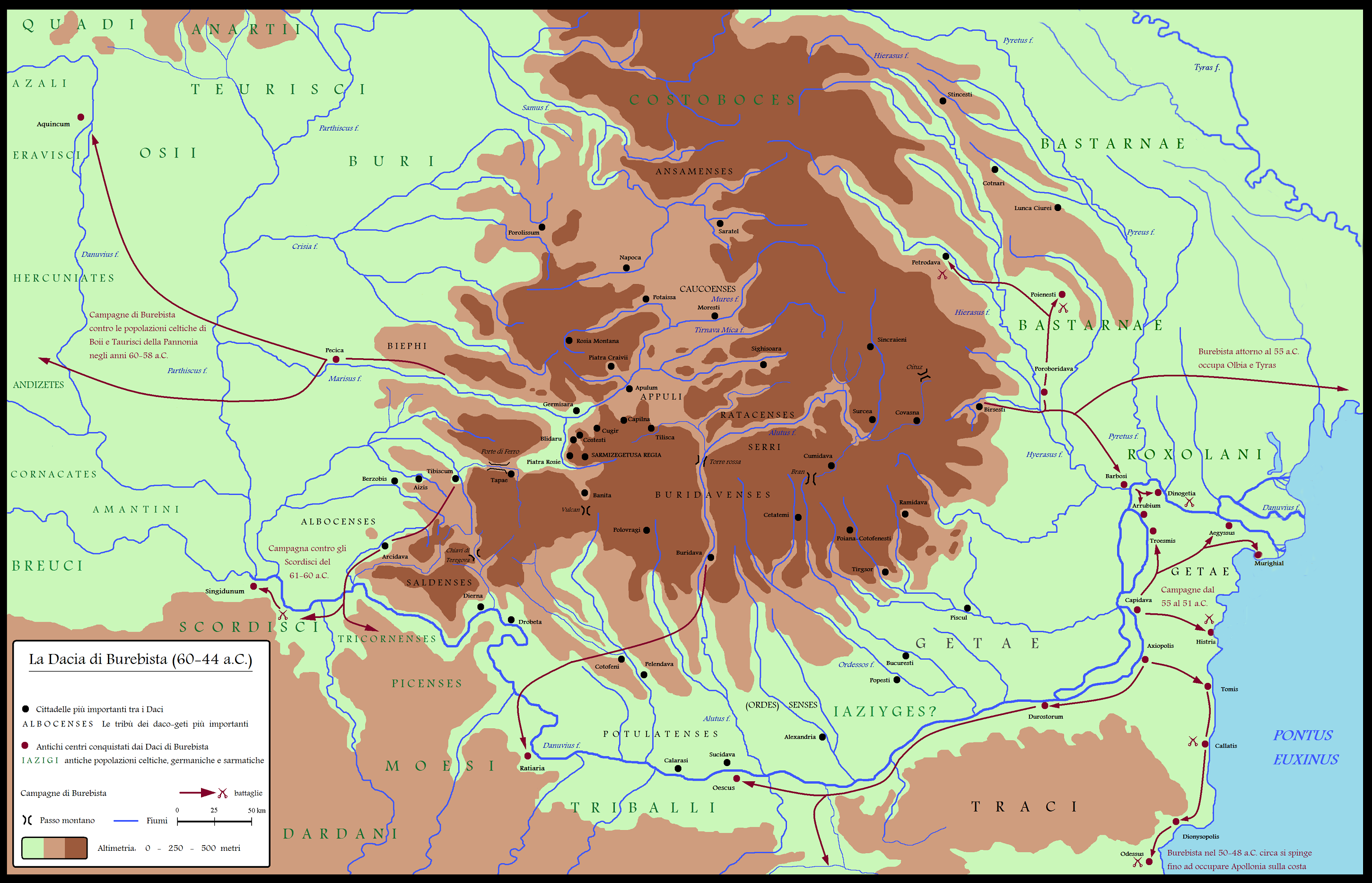
La Dacia di Burebista (60-44 a.C.)

È con l'inizio del nuovo secolo che i Romani, impegnati a combattere, Scordisci e Dardani, arrivarono a scontrarsi anche con i loro alleati: i Daci. Floro narra, infatti, che nel 74 a.C., il governatore di Macedonia, un certo Gaio Scribonio Curione, dopo aver battuto i Dardani (per la cui vittoria meritò un Trionfo), "giunse fino in Dacia, ma si ritirò spaventato davanti alle fitte ombre delle sue foreste". Fu forse il primo tra i generali romani a penetrare in Dacia, una volta passato il Danubio.
Nella prima metà del I secolo a.C., sul territorio dell'antica Dacia, sorse uno stato il cui centro principale si trovava nei Carpazi meridionali della Transilvania, nella zona del massiccio di Orăștie, arrivando ad inglobare nel momento della sua massima espansione tutta la stirpe daco-getica. La formazione di questo primo stato dacico fu potenziata soprattutto sotto la guida illuminata del re Burebista, contemporaneo di Gaio Giulio Cesare, il quale ristrutturò l'ordinamento interno, riorganizzò completamente l'esercito (che Strabone riferisce potesse mettere in campo fino a 200.000 armati), tanto da sollevare il morale di queste genti, ed ampliò i limiti del regno fino al loro apice massimo.
Questo progresso portò ad un notevole aumento demografico della popolazione dace, tanto che il numero degli abitati crebbe con grande rapidità ed una serie di nuovi abitati nacquero proprio in questo periodo: da Popești a Cetățeni, Piatra Neamț, Pecica, Piatra Craivii, Capilna, Costești, fino a Tilișca. Di questi abitati di nuova costituzione, Costești, Piatra Craivii e Capilna, erano fortificati e si trovavano proprio al centro del nuovo stato di Burebista. Altri siti più antichi, come Răcătău e Slimnic ampliarono la loro superficie e ricchezza della popolazione, grazie a recenti ritrovamenti archeologici di utensilerie varie.
Alla base di questo sviluppo vi era certamente il progresso nella lavorazione del ferro, ma anche l'utilizzo della pietra squadrata come materiale edilizio, il progresso agricolo (con i vomeri in ferro per gli aratri), le estrazioni minerarie (oro e argento in particolare), la falegnameria (con il disboscamento di aree nei pressi dei centri abitati) e la ceramica (per la quale fu introdotto il tornio). Insieme con lo sviluppo delle forze produttive del nuovo stato dace, si intensificarono anche gli scambi commerciali con i paesi limitrofi, in particolare furono importati numerosi oggetti finemente lavorati di stampo ellenistico, dalle vicine colonie greche del Mar Nero, come vasi, specchi in metallo, oggetti di bronzo, anfore, ecc., e si intensificò la coniazione di monete di stampo geto-dace (tra il 200 e l'80 a.C.).

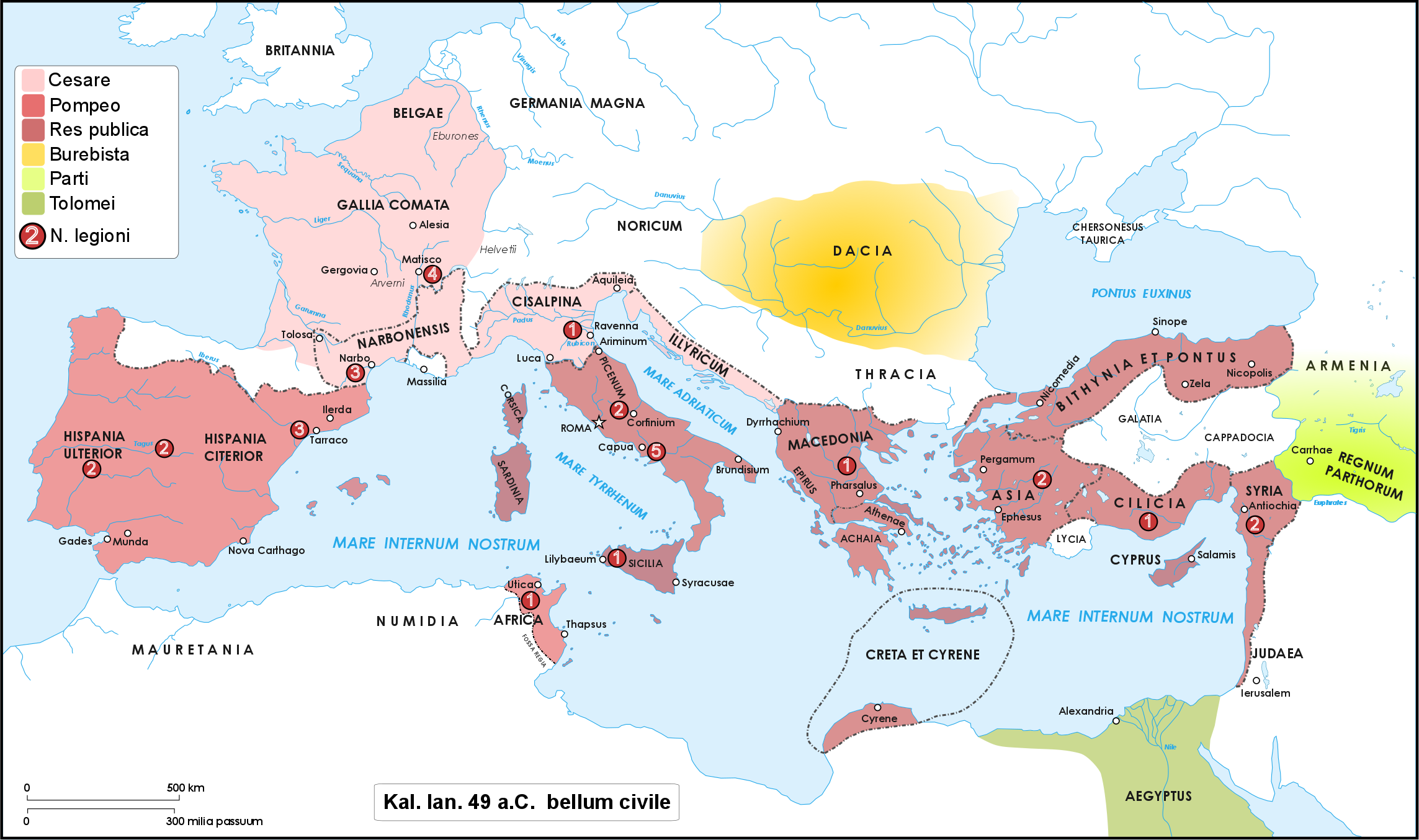
Il mondo romano ed il regno dei Daci di Burebista nel 49 a.C. allo scoppio della guerra civile romana

Burebista, dopo aver riorganizzato internamente lo stato, riformò l'esercito, creando una complesso e solido sistema di fortificazioni nelle montagne di Orăștie, attorno alla capitale, Sarmizegetusa Regia, ed al centro del nuovo stato. L'aumento demografico della popolazione e l'accresciuta forza militare determinarono, inoltre, tutta una serie di campagne condotte negli anni 60-48 a.C. circa:
- nel 61-60 a.C., il re dace si rivolse verso l'Illiria e sottomise il popolo degli Scordisci della bassa valle del fiume Sava.
- nel 60-59 a.C. sottomise l'intera piana del fiume Tisza, portando le sue armate fino al lago Balaton nell'attuale Ungheria, e forse anche fino al fiume Morava, sottomettendo i territori della Pannonia e mettendo in fuga i popoli celti dei Boi e dei Taurisci[11]. Il risultato fu che nel 58 a.C. i Boi, fuggiti dopo la disfatta, si accodarono alla migrazione degli Elvezi verso occidente, che Gaio Giulio Cesare riuscì a bloccare in Gallia, mentre i Taurisci furono costretti a migrare nel Norico[12].
- attorno al 55 a.C. rivolse le sue armate ad oriente e dopo aver battuto ripetutamente i germani Bastarni, riuscì ad occupare le colonie greche delle coste del Ponto Eusino, a partire da Olbia sul fiume Bug, successivamente cadde Tyras sul fiume Nistro, in seguito Histria (in Dobrugia), Tomi, Odessos, Mesembria ed Apollonia.
- verso gli anni 50-48 a.C. Burebista allargò le sue conquiste fino ai piedi dei monti Balcani[13].

Si racconta che durante la guerra civile tra Cesare e Pompeo, egli abbia tentato di approfittare della situazione, inviando ambasciatori a Pompeo, a cui avrebbe promesso il suo aiuto militare, in cambio probabilmente del riconoscimento delle sue conquiste lungo la riva destra del Danubio. Ma prima che potesse allearsi ufficialmente con quest'ultimo, Cesare riuscì a battere Pompeo a Farsalo nel 48 a.C., vanificando ogni possibile alleanza del re dace. Al contrario mise in luce quanto pericoloso poteva essere per Roma il nuovo regno formatosi in Transilvania.	
I Daci, infatti, dopo i successi dell'ultimo decennio, apparvero così formidabili agli occhi dei Romani, che lo stesso Cesare aveva programmato una spedizione contro di loro (forse anche per vendicarsi dello sgarbo subito durante la Guerra Civile), che non ebbe, però, luogo a causa della morte del dittatore romano alle Idi di marzo del 44 a.C.
(Appiano, Guerra Civile, II, 110.)
E quasi nello stesso periodo, anche Burebista venne assassinato, vittima di un complotto di una parte dell'aristocrazia tribale, ed il regno diviso in quattro (o forse cinque) parti, governate da diversi regnanti. Il potente regno dei Daci perdeva così la potenza dell'ultimo ventennio, e risultava certamente meno pericoloso al vicino Impero romano. Ciò permise a Roma di "accantonare", per il momento, il pericolo dacico per oltre un secolo, fino a Domiziano-Traiano.	
Grazie soprattutto a Giordane ed altre fonti letterarie antiche, conosciamo la successione dei re daci dopo la morte di Burebista:
- in Transilvania, con Deceneo (collaboratore di Burebista) forse dal 44 al 27 a.C., poi Comosico, Corillo (che regnò per ben 40 anni), alcuni re di cui non ci è noto il nome, poi ancora Scorilo (padre di Decebalo[17]) attorno agli anni sessanta del I secolo, Duras-Diurpaneo (forse fratello di Scorilo, che regnò probabilmente dall'68-69 all'87) ed infine Decebalo (dall'87 al 106);
- nella pianura valacca un certo Dicomes (ai tempi della Battaglia di Azio nel 31 a.C.[18]), a cui potrebbe essere succeduto un certo Coson[19];
- nel Banato ed Oltenia, un certo Cotisone dell'epoca di Augusto;[20]
- in Dobrugia, un certo Rholes, poi Dapyx ed infine Zyraxes.

Sembra, infine, che anche se l'unità della Dacia andò frantumandosi con la morte di Burebista, nel corso del I secolo andò ricomponendosi attorno al nucleo centrale delle montagne di Orăștie, pur non avendo mai perduto l'unità religiosa di tutte le sue genti geto-daciche.

## La Dacia negli equilibri del vicino impero romano: da Burebista ai Flavi (44 a.C.-84 d.C.)

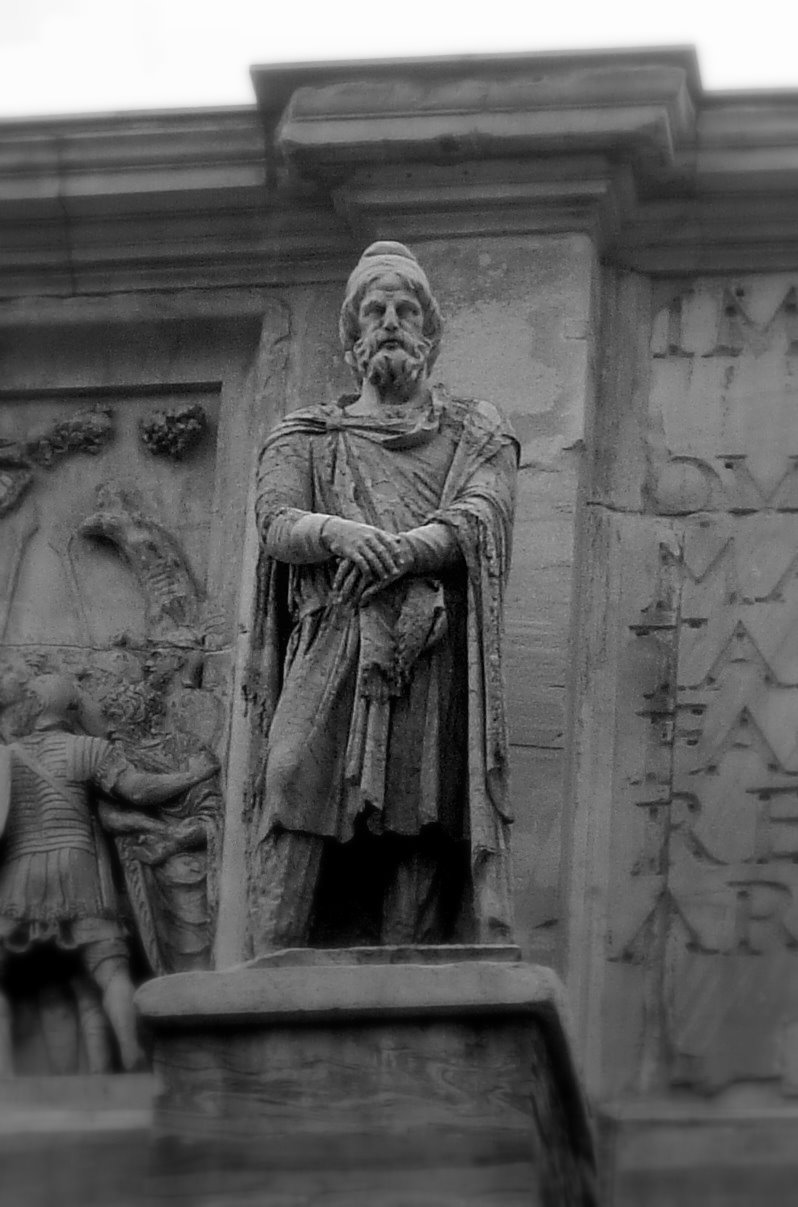
Guerriero dace dell'Arco di Costantino, proveniente dal foro di Traiano.

Uno dei nuovi governanti dopo la dissoluzione del grande regno di Burebista fu un certo Cotisone, che secondo una leggenda avrebbe promesso in sposa la figlia all'imperatore Augusto ottenendone in cambio come promessa sposa la sua stessa figlia di cinque anni, Giulia.
I piani strategici di Ottaviano nel 35 a.C., che si apprestava ad occupare buona parte dell'alto e medio corso del fiume Sava, intendevano fare della fortezza di Siscia, un avamposto per eventuali campagne ad oriente contro le potenti e temibili popolazioni di Daci e Bastarni. Pochi anni più tardi, nel 28 a.C., il neo-governatore della Macedonia, un certo Marco Licinio Crasso (console del 30 a.C.), batteva i geto-daci della Dobrugia, in una campagna punitiva poiché molestavano, insieme ai Bastarni, le popolazioni traciche con cui Roma aveva stipulato un trattato d'alleanza e minacciavano la stessa provincia.
Nuove e successive incursioni dei Daci oltre il Danubio furono di volta in volta respinte dagli eserciti romani, come ci racconta lo stesso Dione nel 10 a.C., quando "i Daci, dopo aver attraversato il Istro ghiacciato, razziarono la Pannonia, mentre i Dalmati si ribellavano alle esazioni dei tributi". La reazione romana portò a marciare contro di loro e degli alleati Bastarni, le legioni dell'allora governatore di Macedonia, Marco Vinicio nel 9 a.C., come riporta un'iscrizione trovata a Tuscolo, vicino a Frascati che recita:
( AE 1895, 122 )
Ed ancora nel 6 d.C. quando costrinsero Aulo Cecina Severo, nel pieno della rivolta dalmato-pannonica, a ritirarsi in Mesia, poiché i Daci ed i Sarmati (probabilmente gli Iazigi) ne stavano devastando i territori, mentre Tiberio indugiava in Scizia.
Augusto, in seguito ai loro continui saccheggi che avvenivano ogni volta che il Danubio gelato congiungeva le sue rive, decise di inviare contro di loro alcuni suoi generali di provata affidabilità come: Sesto Elio Catone e Gneo Cornelio Lentulo l'Augure (in un periodo compreso tra l'1-11 d.C.). Elio Catone, al termine della sua campagna militare condusse 50.000 Geti a sud del Danubio, mentre Lentulo li batté, li respinse al di là del Danubio, e pose sulla riva destra del grande fiume numerosi presidi a difesa di eventuali e future incursioni.
Alla fine i Daci furono costretti a riconoscere la supremazia romana nell'area area balcanica, pur senza essere stati ancora sottomessi a Roma, come ci racconta Svetonio e lo stesso imperatore Augusto:
(Svetonio, Vite dei Cesari, Augusto, 21.)
(Augusto, Res gestae divi Augusti, 30.)
Gli attacchi successivi, il primo da parte dei Geti nel 15, il secondo da parte dei Daci una quindicina di anni più tardi, costrinsero l'imperatore Tiberio a promuovere lo spostamento attorno al 20 dei Sarmati Iazigi, nell'attuale pianura ungherese settentrionale lungo il corso del fiume Tibisco (ad est del Danubio), con la conseguente cacciata da questi territori dei Daci. Gli Iazigi, rimasero così fedeli alleati dei Romani per quasi tutto il I secolo d.C. (fino a Domiziano), con lo scopo di tener lontana la presenza dei Daci dai vicini confini imperiali della Pannonia.
Nel 46 dopo l'annessione e la creazione della nuova provincia romana di Tracia, l'imperatore Claudio, costituì due nuove flotte lungo il Danubio, la Classis Pannonica, che operava a monte rispetto alle Porte di Ferro, e la Classis Moesica, che agiva invece a valle, appoggiate ad un sistema difensivo costituito da torri di controllo e da forti di unità ausiliarie a presidio della riva sinistra del fiume. Queste misure furono prese per difendere le nuove province danubiane del basso corso del Danubio, dal pericolo costante di incursioni dei vicini Daci.
In un periodo imprecisato, ma comunque compreso tra il 57 ed il 67, il console del 45, allora governatore della Mesia, un certo Tiberio Plauzio Silvano Eliano, attraversò il Danubio e trasferì 100.000 Transdanubiani (tra cui certamente dei Geti), comprese donne, bambini e loro re, in territorio romano ordinando loro di pagare all'Impero un tributo.
Nel 69, i Daci di Duras-Diurpaneo, attaccarono i confini della Mesia lungo il basso corso del Danubio, assediando entrambi i castra legionari di Viminacium ed Oescus, poiché le legioni della Mesia Superiore erano state ritirate per combattere al fianco di Vespasiano nella nuova guerra civile per la conquista della porpora imperiale. Fu per pura fortuna che il generale Muciano, proveniente dalla Siria, in marcia verso ovest con una legione (la legio VI Ferrata) per la causa Flavia, batteva i Daci in Mesia e ne respingeva l'invasione.

## Il preludio al grande scontro con i Romani: Decebalo contro Domiziano (85-89 d.C.)
Pur se nel corso del I secolo d.C., i Daci avevano sfruttato ogni opportunità per attraversare il Danubio ghiacciato d'inverno e depredare le città romane della provincia di Mesia, fu solo sotto Domiziano che Roma cercò di risolvere il problema dacico, anche a costo dell'annessione dell'intera area carpatica. La Dacia era, infatti, tornata ad essere una potenza scomoda per il vicino impero romano. La sua forza militare ed economica si era accresciuta enormemente tornando all'antico splendore dei tempi di Burebista.
Dall'85 all'89, i Daci, comandati prima dal re Duras-Diurpaneo, e dall'86 dal nuovo re Decebalo, combatterono due guerre contro i Romani.
- Nell'85 i Daci, radunato un poderoso esercito, passarono il Danubio e dilagarono nella provincia romana della Mesia, dove era stanziata una sola legione, guidata dal governatore Gaio Oppio Sabino, che venne ucciso. Domiziano affidò allora il comando della guerra e delle truppe romane a Cornelio Fusco, prefetto del pretorio, recandosi lui stesso sul teatro delle operazioni, ma senza prendervi parte. I Daci, nel tentativo di attirare i romani in una trappola, riattraversarono il fiume, ma Domiziano fece ritorno in Italia.
- Nell'86 Cornelio Fusco passò il Danubio e si inoltrò nel territorio nemico. Fu assalito di sorpresa e ucciso.
- Nell'88 nuove truppe romane, comandate dal governatore della Mesia superiore, Tettio Giuliano, ottennero la vittoria nella battaglia di Tapae, in Transilvania. Nello stesso anno, complice la rivolta di Saturnino, legatus della Germania Superior autoproclamatosi imperatore ed alleatosi con i Catti contro l'imperatore, Domiziano fu costretto a rimuovere le legioni dalla Dacia per ripiegarle contro l'insubordinazione; per far questo, dovette stipulare una pace "a tutti i costi" con Decebalo, il quale dettò le proprie condizioni: oro ed argento per essere ripagato delle perdite subite, la ritirata delle legioni romane oltre il Danubio, e l'ausilio di ingegneri ed architetti romani per fortificare le mura delle proprie città.

## La conquista romana di Traiano (101-106)

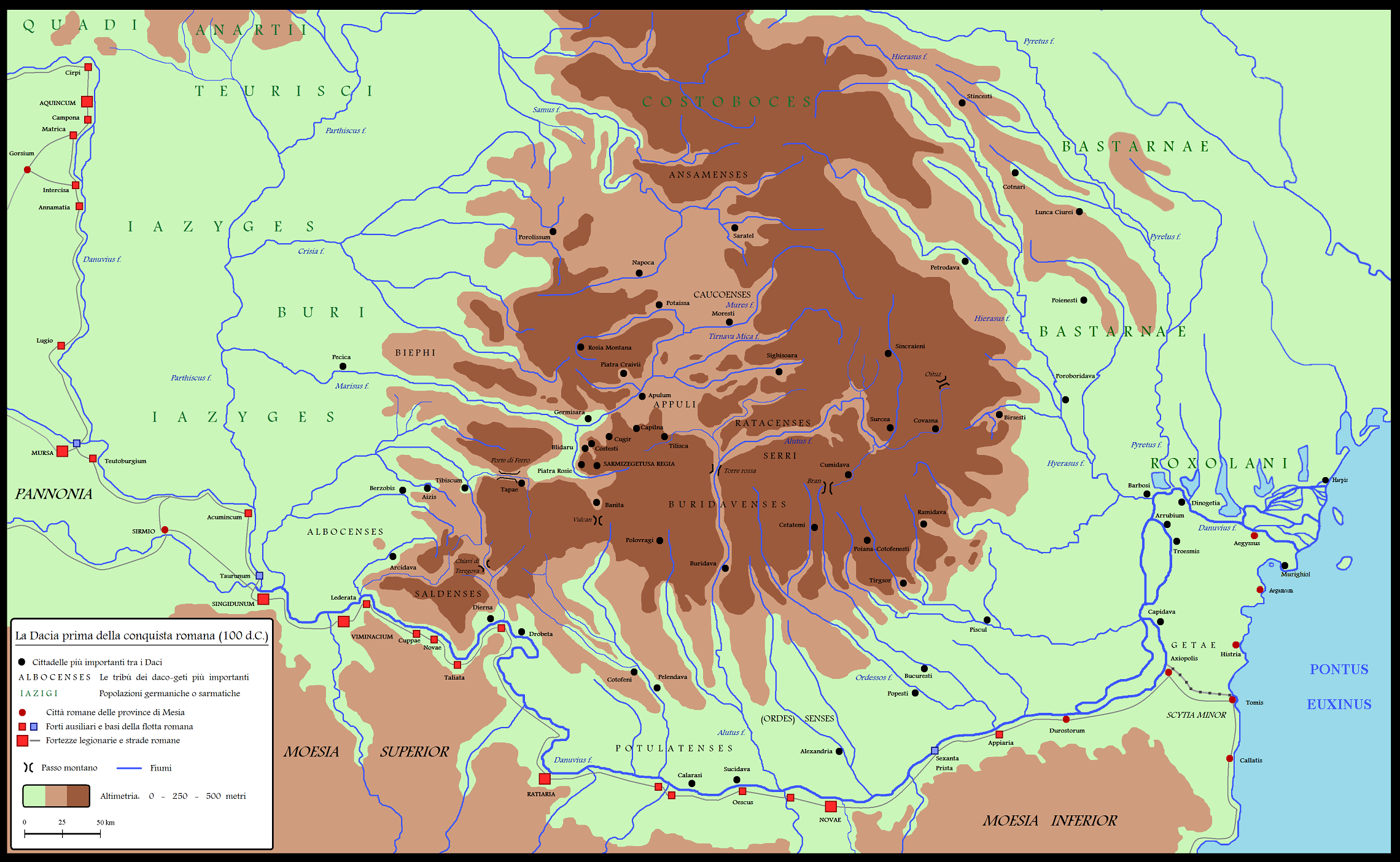
La Dacia prima della conquista romana.

Preoccupato dalla crescente potenza dello stato dacico, Traiano decise di mettere fine al precedente e disgraziato accordo siglato da Domiziano (forse anche per risanare le finanze dell'Impero Romano con la cattura del famoso tesoro di Decebalo), e di conquistare la Dacia, guadagnando così il controllo sulle miniere d'oro della Transilvania.
Il risultato della prima campagna (101-102) fu l'assedio della capitale dacica Sarmizegetusa Regia e l'occupazione di parte del suo territorio. La seconda campagna (105-106) si concluse con il suicidio di Decebalo, e la conquista del territorio che avrebbe formato la nuova provincia romana della Dacia. La storia della guerra fu scritta dallo stesso imperatore Traiano in una sorta di Commentarii sull'esempio di Cesare, andati perduti. E su questi commentari il Senato ordinò che venissero impresse per sempre nella pietra dalle raffigurazioni scolpite sulla Colonna di Traiano a Roma.
La provincia romana della Dacia occupava l'odierna Transilvania, Banato ed Oltenia. I Romani costruirono forti per proteggersi dagli attacchi di Roxolani, Alani, Carpi e Daci liberi (di parte del Banato e Valacchia), oltre a tre nuove grandi strade militari per unire le città principali. Una quarta strada, successiva a Traiano, attraversava i Carpazi ed entrava in Transilvania dal passo di Turnu Roșu.
I Daci nei territori romani, adottarono la religione e la lingua dei conquistatori e l'attuale lingua rumena è una lingua neolatina confermando una precoce romanizzazione di questi territori.
La Dacia, a cui Traiano aveva dato una nuova capitale, Ulpia Traiana Sarmizegetusa permise anche un'unica assemblea che discuteva gli affari provinciali, comunicava le lagnanze dei malcontenti e calcolava la ripartizione delle tassazioni. Ciascuna era tuttavia sotto il controllo di un procuratore ordinario, subordinato a un governatore di rango consolare.

## Ritiro romano

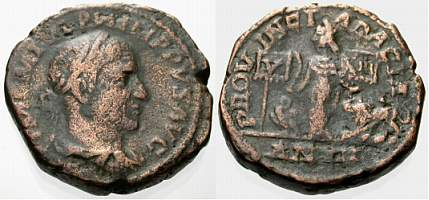
Sesterzio coniato per celebrare la provincia di Dacia e le sue legioni, V Macedonica e XIII Gemina.

Il possedimento romano della Dacia era molto precario; Adriano, conscio della difficoltà nel mantenerlo, pare avesse contemplato l'idea di abbandonarlo, e sia stato scoraggiato solo dalla grande quantità di coloni ormai trasferiti da Traiano e dalle ricche miniere d'oro e argento.
Sembra che già sotto l'impero di Gallieno (256) i Goti abbiano attraversato i Carpazi, cacciando i romani dalla parte settentrionale della provincia della Dacia. Venti anni più tardi, l'imperatore Aureliano sanciva l'abbandono definitivo della Dacia ed il ritiro delle sue truppe, fissando la nuova frontiera dell'impero sul Danubio (nel 271-275). In Mesia e in Tracia venne riorganizzata la nuova provincia della Dacia Aureliana, con capitale Serdica (oggi Sofia, capitale della Bulgaria). Le conseguenze immediate dell'abbandono romano del bacino carpatico generò non solo nuove tensioni tra Goti e Gepidi da una parte (ad oriente) e sarmati Iazigi dall'altra (ad occidente), venendo le une a contatto con le altre, ma permise di rafforzare le frontiere del medio-basso corso del Danubio con il ritiro di due intere legioni (legio V Macedonica e legio XIII Gemina, posizionate ora ad Oescus e Ratiaria) ed un consistente numero di unità ausiliarie, per un totale complessivo di oltre 45.000 armati.
Più tardi, Diocleziano e Costantino riorganizzarono le province in Dacia Mediterranea, Mesia Inferiore, Dardania, Prevalitania e Dacia Ripense in diocesi della Dacia, che insieme alla Macedonia formava la prefettura dell'Illirico.

## Storia post-romana
Dopo la ritirata dei Romani, l'antica provincia di Dacia Traiana fu invasa dai Goti e dai Carpi. I ritrovamenti archeologici degli ultimi decenni però stanno dimostrando che vi fu una persistenza e continuità della popolazione daco-romana in Dacia, dopo la partenza degli organi amministrativi della provincia. Sembra inoltre che la penetrazione della religione Cristiana di lingua latina nell'area carpatico-balcanica, oltre al continuo andirivieni di transumanza dei pastori della zona tra i Carpazi ed il Danubio, dove ancora sorgevano le città romane, abbiano non soltanto salvaguardato la romanità della regione, ma anche la lingua stessa.
Sembra che Costantino I, nato in Dacia Aureliana, abbia assunto il titolo di Dacicus ed abbia iniziato la costruzione o ristrutturazione di tutta una serie di ponti sul Danubio nella Dacia Traiana. La fascia di terra a nord del Danubio, almeno in Oltenia e parti della pianura valacca, fu sottoposta ancora sotto il dominio romano, come bene testimonia il sistema di fortificazioni del "Brazda lui Novac du Nord", costruito tra il 330 ed il 340, e che a più riprese fu attivato fin sotto Giustiniano nel VI secolo.
Secondo Lattanzio l'imperatore Galerio, anche lui nato in Dacia Aureliana, e la cui madre era della Dacia Traiana, propose che l'Impero Romano d'Oriente fosse chiamato Impero dacico.
Negli anni che seguirono il 376 le tribù germaniche dei Goti furono sospinte all'interno dell'impero romano d'Oriente dal sopraggiungere delle armate degli Unni, che dominarono la regione fino alla dissoluzione del grande Impero di Attila, con la sua morte avvenuta nel 453. Dopo questa data nuove popolazioni presero il sopravvento nella regione: prima i Gepidi, che insieme ai Goti erano stati per quasi un secolo vassalli degli Unni, poi gli Avari sul finire del VI secolo (a partire dal 587 circa) ed infine gli Slavi, almeno nella parte meridionale della Valacchia (ad un ramo dei quali appartengono i Bulgari).
Cosa accadde alla popolazione residente dopo il ritiro delle legioni romane è tuttora argomento dibattuto. I ritrovamenti archeologici testimoniano che gli abitanti dell'antica provincia romana continuarono a risiedere nel territorio assimilando lentamente anche i Daci liberi non ancora romanizzati, a fianco di popoli in costante migrazione per i secoli successivi. In effetti dopo la migrazione dei Goti e dei Carpi seguirono nuove infiltrazioni di gruppi di pastori sarmati che, penetrando nelle pianure orientali della Valacchia, riuscirono a convivere con le popolazioni autoctone. Questa teoria fu per anni appoggiata dagli storici rumeni, contrariamente a quelli ungheresi, che credevano vi fosse stata una migrazione dell'intero popolo dei daco-romani insieme allo spostamento delle truppe in ritirata, per ritornare nel territorio solo dopo la fine delle invasioni barbariche. Le due differenti ipotesi avevano implicazioni soprattutto politiche: nel primo caso infatti i Rumeni volevano rivendicare una continuità di presenza nel territorio che risale a prima della conquista romana, mentre nel secondo caso i Magiari che conquistarono la Transilvania sconfissero alcuni sovrani locali e non daco-romani come Gelou, Glad e Menumorut.